# Podprefektura Miyako
Podprefektura Miyako (jap. 宮古支庁 Miyako-shichō) – podprefektura w Japonii, w prefekturze Okinawa. W jej skład wchodzą miasta Miyakojima i Tarama.